# ザ シギラリフト オーシャンスカイ
ザ シギラリフト オーシャンスカイは、沖縄県宮古島市において南西楽園リゾートが運営する特殊索道（リフト）である。

## 概要
ユニマットグループが宮古島南部で開発したリゾート地「シギラリゾート」で園内のアクセスとして運営開始された索道であり、鉄道事業法に基づく日本最西端及び最南端の路線となっている（軌道法準拠の沖縄都市モノレール線よりもさらに西・南にある）。また、沖縄県初の特殊索道でもある（ロープウェイを含めた索道としても初めて）。

## 沿革
- 2014年8月22日：索道事業許可[1]
- 2015年10月27日：プレオープン（運輸開始）[1]
- 2016年4月：グランドオープン
  - 2021年11月現在、10:00 - 17:00に随時運行（最終受付16:40）往復800円、片道500円、3歳未満無料。夏休み・年末年始を除き毎週月・水曜、月1回木・金曜は運休（公式サイト参照）。

## その他
- 区間：シギラ下部（海岸側、最南端・北緯24度43分15秒） - シギラ上部（丘陵側、最西端・東経125度20分29秒）
  - 正式な駅名がなく、便宜上「下」「上」と呼ばれる。
  - 距離：283 m
  - 所要時間：13分